# Мухин, Антон Витальевич
Анто́н Вита́льевич Му́хин (род. 27 апреля 2005, Москва) — российский футболист, опорный полузащитник «Пари НН», выступающий на правах аренды за саратовский «Сокол».

## Карьера
Воспитанник школы московского «Локомотива», первый тренер — Валерий Владимирович Богданец. Также выступал за юношескую команду «Строгино» (тренер — В. В. Бабушкин). 1 сентября 2022 года стал игроком молодёжной команды «Пари НН». 14 апреля 2024 года дебютировал на профессиональном уровне в матче Второй лиги против казанского «Сокола» (0:1). 22 июля 2024 года дебютировал за основную команду в Премьер-лиге в матче против «Рубина» (2:4), выйдя в основном составе. В феврале 2025 года арендован владивостокским «Динамо». 19 июня 2025 года перешёл в саратовский «Сокол» на правах аренды до конца сезона 2025/26.